# Can Marquès Contemporani
Can Marquès, també coneguda com a Can Marquès Contemporani, és una casa senyorial convertida en una casa museu d'art contemporani situada al nucli antic de Palma. L'edifici, abans unit a l'actual número 2 del mateix carrer, té molts detalls de l'arquitectura modernista com la decoració del pati interior, original del segle xvii, o l'escala, l'element més modificat de l'edifici.

## Edifici
La casa està documentada des del segle xiv i conserva gran part de la decoració de les sales interiors, documentant l'estil de vida de l'alta burgesia palmesana entorn del 1900.

## Història
Can Marquès és una romàntica casa senyorial ubicada al nucli antic de Palma que barreja la seva decoració romàntica amb instal·lacions i projectes d'art contemporani, destacant les seves col·laboracions amb artistes emergents.
El 1786 el propietari era Jaume Vich de Superna i Sunyer, que estava casat amb Joanaina Palou de Coma-Sema. El 1906, fou adquirida per Martí Marquès, empresari que tenia interessos a Amèrica, i la reformà l'arquitecte Francesc Roca i Simó, que hi afegir elements modernistes.

### El Marquès
Segons Nieves Barber Pérez, Martí Marquès va ser un agricultor de Sóller que va emigrar a Puerto Rico durant la malaltia de les taronges. Allà va muntar un cafetar i va fer molts diners. Va tornar a l'illa coincidint amb la caiguda de Cuba i es va casar amb una cosina. Va ser indià i com tot burgès il·lustrat va ocupar un càrrec de regidor a l'ajuntament de Sóller, va tenir càrrec al Crèdit Balear i va tenir càrrecs a l'ajuntament de Palma.

## Col·lecció
La col·lecció de Can Marqués compta amb obres d'una trentena d'artistes d'art contemporani: Yara El-Sherbini, Toni Amengual, Teresa Matas, Ramón Company, Rafa Forteza, Pep Llambías, Pep Guerrero, Pedro Vidal, Oscar Seco, Mateo Maté, Martín y Sicilia, Maria Uribe, Maria Glyka, Katie Paterson, José Luís Lopez Moral, Joana Vasconcelos, Joan Sastre, Joan Ramis "Sineu", Glòria Mas, Fernando Mesquita, Faustino Aizkorbe, Fabian Shalekamp, Dionisio Gonzalez, Biel March, Bárbara Juan, Antonio Camba, Amparo Sard, Almudena Tabeada, Ahmad Nadalian i Ágatha Ruiz de la Prada.